# Hermann Plönnies

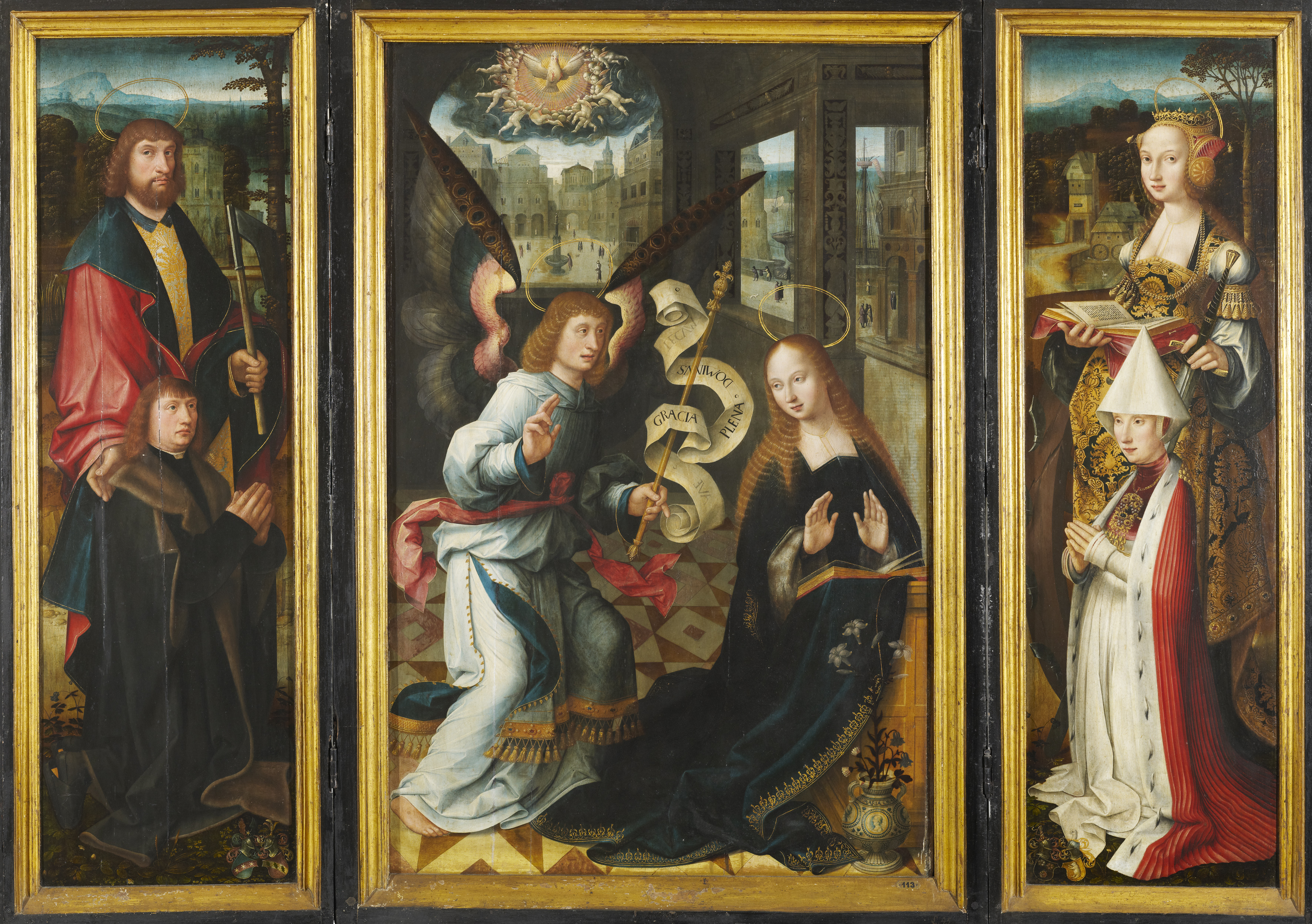
Hermann Plönnies und seine erste Frau Ida auf dem von ihnen gestifteten Verkündigungsaltar des Jacob van Utrecht

Hermann Plönnies (* in Münster; † 1533 ebenda) war ein deutscher Bürgermeister der Hansestadt Lübeck.

## Leben
Plönnies wurde in Lübeck 1522 Ratsherr und befehligte im gleichen Jahr gemeinsam mit dem ebenfalls aus Münster stammenden Ratsherrn Berend Bomhover die Lübecker Flotte zur Unterstützung von Gustav Wasa, die 1523 Stockholm einnahm und so den Schwedischen Befreiungskrieg beendete. Das für die schwedische Nationalgeschichtsschreibung äußerst wichtige Tagebuch dieser Gesandtschaft nach Stockholm ist im Archiv der Hansestadt Lübeck erhalten.
1529 wurde Plönnies zu einem der Lübecker Bürgermeister bestimmt. In dieser Funktion reiste er mit Joachim Gercken zum Hansetag nach Bremen, um mit den Holländern zu verhandeln.
Am 8. April 1531 verließ er gemeinsam mit einem weiteren Bürgermeister, Nikolaus Brömse, aus Protest gegen den von den Anhängern des Jürgen Wullenwever forcierten Eintritt in den Schmalkaldischen Bund die Stadt und ging zunächst zu Herzog Albrecht VII. von Mecklenburg. Die Briefe, die sie von dort an den Rat, den Bürgerausschuss der 64 und die Ämter richteten, drohten der Stadt den kaiserlichen Zorn an. Am anti-reformatorischen Hof Kaiser Karls V. wurden beide zu Rittern geschlagen. Plönnies starb wenig später in seiner Heimatstadt.
Plönnies war in erster Ehe mit Ida Greverade, Tochter des Heinrich Greverade, Nichte von Adolf Greverade und Witwe des Hermann Papenborch, verheiratet. Sie starb 1522. In zweiter Ehe heiratete er Anna Witte, eine Tochter des Lübecker Bürgermeisters Heinrich Witte. Er bewohnte in Lübeck das Haus Königstraße 41 und war Nießbraucher des Gutes Strecknitz. Er hatte mehrere Kinder. Ein Sohn Heinrich Plönnies wurde ebenfalls Ratsherr und Bürgermeister in Lübeck; seine Tochter Mathilde Plönnies (* 1508) wurde 1584 im letzten Lebensjahr kurzzeitig Äbtissin des Johannisklosters in Lübeck.
Seit 1522 bewohnte er das Haus Königstraße 22.

## Verkündigungsaltar
Der von Jacob van Utrecht 1520/22 geschaffene Verkündigungsaltar zeigt auf den Innenseiten der Außenflügel Bilder des Stifters Hermann Plönnies und seiner ersten Frau. Das Wappen der zweiten Ehefrau findet sich auf der Außenseite. Er befand sich früher in der Sammlung Reedtz-Thott auf Schloss Gavnø auf der Insel Gavnø bei Næstved auf Seeland, war dann für mehr als drei Dekaden in Privatbesitz und ist seit 2012 im St. Annen-Museum in Lübeck.
Der Verbleib eines von Jacob van Utrecht 1522 gefertigten Porträts von Hermann Plönnies ist unklar.

## Kreuzigungsaltar
Der Kreuzigungsaltar (um 1520), zugeschrieben dem Meister des Schinkelretabels, wurde ebenfalls von Hermann Plönnies gestiftet und zeigt ihn mit seiner zweiten Ehefrau auf den Innenflügeln. Er befindet sich als Leihgabe des St.-Annen-Museums in der Sakristei der Jakobikirche und wurde um 1525 von Jacob van Utrecht überarbeitet.